# Hot (chanson d'Inna)
Pour les articles homonymes, voir Hot.
Ne doit pas être confondu avec Hot (album d'Inna).
Singles de Inna
Love
(2009)
Hot est une chanson de la chanteuse internationale roumaine Inna. Grâce au titre Hot, Inna a remporté le prix du Meilleur Succès à l’Étranger lors des MTV Romania Music Awards. Le titre a été écrit et produit par les DJ/ producteur roumain Play & Win. Le single est sorti dans toute l'Europe et aux États-Unis.

Hot est composée d'un tempo de 128 battements par minute et a été stylisée pour le genre eurodance. La chanson a été composée dans une structure : verset - refrain - instrumental - instrumental - refrain - instrumental - refrain - refrain.
Hot apparaît sur de nombreuses compilations, dont les suivants: 538 Dance Smash 2009 Vol.4, 538 Dance Smash - Hits de l'année 2009, Damn! 26 à 100 % Hits Dance, Disco Estrella Vol. 12, DJ Selection 262 - L'explosion balkaniques, Grandmix 2009, Hot! Summer Hits 2009, Jaarmix 2009, Love2Club, Vol Compilation Maxima FM. 10, Radio 538 - Hitzone - Best Of 2009 et Exitos Todo 2009.
Hot a été nommée chanson de l'année pour 2009 par populaires DFM la station de radio russe. "Hot" a été playlistée avant sa sortie single sur Kiss FM et Galaxy FM au Royaume-Uni.
Un autre remix par ElectrowJungs a été réalisé pour la chanson avec le rappeur cubano-américain Pitbull.

## Classements certifications
| Classement (2008-2010)                  | Meilleure position |
| --------------------------------------- | ------------------ |
| Allemagne (Media Control AG)            | 80                 |
| Belgique (Flandre Ultratop 50 Singles)  | 6                  |
| Belgique (Wallonie Ultratop 50 Singles) | 6                  |
| République tchèque                      | 3                  |
| Danemark (Tracklisten)                  | 13                 |
| Eurochart Hot 100 Singles               | 10                 |
| Finlande (Suomen virallinen lista)      | 14                 |
| France (SNEP)                           | 6                  |
| France (SNEP Téléchargement)            | 5                  |
| Hongrie (Rádiós Top 40)                 | 4                  |
| Hongrie (Dance Top 40)                  | 1                  |
| Hongrie (Single Top 40)                 | 8                  |
| Irlande (IRMA)                          | 39                 |
| Pays-Bas (Single Top 100)               | 2                  |
| Liban (Lebanese Top 20)                 | 1                  |
| Norvège (VG-lista)                      | 14                 |
| Pologne (ZPAV)                          | 37                 |
| Slovaquie (IFPI Rádio)                  | 38                 |
| Espagne (PROMUSICAE)                    | 1                  |
| Suède (Sverigetopplistan)               | 14                 |
| Suisse (Schweizer Hitparade)            | 17                 |
| Royaume-Uni (UK Dance Chart)            | 1                  |
| Royaume-Uni Téléchargement              | 6                  |
| Royaume-Uni (UK Singles Chart)          | 6                  |

| Classement (2009)                 | Position |
| --------------------------------- | -------- |
| Belgique (Flandre)                | 75       |
| Belgique (Wallonie)               | 76       |
| Pays-Bas Dutch Top 40             | 2        |
| Hongrie Hungarian Airplay Chart   | 18       |
| Roumanie Top 100                  | 12       |
| Russie Airplay Chart              | 6        |
| Espagne Singles Chart             | 15       |
| Ukraine Ukrainian Airplay Chart   | 3        |
| Russie Love Radio Chart           | 2        |
| Classement (2010)                 | Position |
| Belgique Singles Chart (Wallonia) | 86       |
| Europe Hot 100 Singles            | 46       |
| France Singles Chart              | 29       |
| France French Airplay Chart       | 43       |
| Italie Singles Chart              | 87       |
| Suisse Singles Chart              | 58       |
| Royaume-Uni Singles Chart         | 91       |
| États-Unis Hot Dance Airplay      | 1        |

| Classement | Position |
| ---------- | -------- |
| France     | 71       |

| Pays    | Certifications     |
| ------- | ------------------ |
| Espagne | Disque de platine, |

## Vidéo musicale

### True Love Edit
Le premier clip de "Hot" a été tourné par Florin Botea le 20 octobre 2008 au Gossip Club, en Roumanie, en l'espace de 14 heures. Lors d'une interview avec le site roumain Divercity Cafe, Inna s'est souvenue de la séance de tournage : « Je me sentais très bien, il y a eu des événements agréables et désagréables que j'ai vécus [...]. Nous [...] nous sommes amusés, nous avons essayé de faire notre travail en tant que professionnels [...]. »[réf. nécessaire]. Le clip a été diffusé en exclusivité sur Radio 21. Il a été connu sous le nom de « True Love Edit » après sa sortie sur YouTube.
Le clip commence avec une jeune femme blonde en train de se coiffer et de se maquiller dans la loge arrière d'une boîte de nuit, où elle travaille comme danseuse de scène. Ses collègues et amis sont ensuite vus autour d'elle alors qu'elle reçoit une carte d'un admirateur secret supposé. Après avoir fait son travail de danseuse, le clip se déplace vers une scène au domicile de la femme où on peut la voir dans une robe décontractée en train de se disputer avec son partenaire devant leur jeune fille. Après le départ de la mère, le père réconforte sa fille, qui semble contrariée par la dispute de ses parents. Par la suite, l'enfant s'endort et le clip revient à la scène de la boîte de nuit où la femme est à nouveau entourée de ses amis à cause des roses et de la carte qu'elle a reçues de son admirateur secret avant de retourner sur scène ce soir-là. Alors qu'elle danse sur scène, son admirateur secret est dans l'ombre mais visible dans la foule de la boîte de nuit. La femme arrive ensuite chez elle le lendemain matin pour faire ses valises et quitter la maison. Vers la fin de la vidéo, elle parvient à retrouver son admirateur secret qui enlève alors ses lunettes de soleil et s'avère être son amant avec lequel elle s'était disputée. Le visuel se termine avec eux en train de s'embrasser, ainsi qu'avec Inna et Play & Win debout ensemble contre un mur blanc avant de s'éloigner ensemble. Des scènes intercalées au cours de l'intrigue principale montrent Inna interprétant la chanson tout en portant deux looks différents ; le premier look la voit avoir les cheveux longs, vêtue d'un chemisier blanc aux tons gris, tandis que le second la montre portant une robe grise sans bretelles et les cheveux attachés.

### Modification de Danse dans le noir
Un deuxième clip vidéo pour « Hot » a été diffusé le 19 décembre 2008 et a également été filmé par Botea,. On l'appelait le "Dancing in the Dark Edit" lors de sa sortie sur YouTube. Concernant la décision de tourner une deuxième vidéo, Inna a déclaré : « Après [la première [visual] est apparu sur YouTube, les commentaires n'étaient pas ceux que nous attendions. Nous avons donc décidé de le tourner à nouveau."[réf. nécessaire] Lors d'une interview de 2013 avec Botea pour "Adevărul", il a déclaré qu'il regrette d'avoir tourné deux clips vidéo pour la chanson, les qualifiant d'« insatisfaisants ».
Le clip met l'accent sur l'image urbaine d'Inna et commence par un haut-parleur rond rouge soutenu par un éclairage rouge visible à l'écran, qui est ensuite utilisé comme substitut de la lettre « o » dans le titre de la chanson. Dans la première scène d'Inna, elle a les cheveux lissés, porte un collier en forme de papillon, une robe courte beige et un bracelet de couleur foncée. La vidéo se déplace ensuite dans une boîte de nuit où un disc-jockey se produit devant une foule dansante. Ensuite, Inna est présentée en train de chanter dans un microphone intégré au plafond à côté du haut-parleur rond rouge. Elle porte une longue robe grise flottante qui est soulevée et baissée pendant la scène par des effets de vent spéciaux. De plus, la chanteuse porte du maquillage de couleur grise et des extensions de cils. Dans la scène finale d'Inna, elle a les cheveux attachés en arrière et porte un pantalon vintage noir moulant sur un haut blanc sans manches. Trois des danseurs principaux se réunissent pour une routine de danse avant que le clip ne se termine avec Inna et Play & Win debout l'un à côté de l'autre.

## Liste des pistes
La sortie internationale du single Hot commence progressivement par la Hongrie le 13 mars 2009, le dernier pays auquel le single sort est la France le 1er février 2010 soit presque 1 an plus tard.
| Hongrie Digital Single (disponible le 13 mars 2009) - 1. "Hot" (Play & Win Radio Edit) - 3:35 - 2. "Hot" (Malibu Breeze Radio Edit) - 3:43 - 3. "Hot" (Malibu Breeze Remix) - 6:54 - 4. "Hot" (Hamid Zahedi Remix) - 3:19 Belgique CD Maxi-Single (disponible le 29 juin 2009) - 1. "Hot" (Radio Edit) - 3:41 - 2. "Hot" (AJ's Radio Edit) - 3:05 - 3. "Hot" (Malibu Breeze Remix) - 6:54 - 4. "Hot" (Malibu Breeze Radio Edit) - 3:43 - 5. "Hot" (Hamid Zahedi Remix) - 3:19 États-Unis Single Digital (disponible le 21 juillet 2009) - 1. "Hot" (Play & Win Radio Edit) - 3:35 - 2. "Hot" (Malibu Breeze Radio Edit) - 3:43 - 3. "Hot" (Malibu Breeze Remix) - 6:54 - 4. "Hot" (Hamid Zahedi Remix) - 3:19 Pays-Bas CD Single (disponible le 31 août 2009) - 1. "Hot" (Play & Win Radio Edit) - 3:35 - 2. "Hot" (Malibu Breeze Radio Edit) - 3:43 - 3. "Hot" (Malibu Breeze Remix) - 6:54 - 4. "Hot" (Hamid Zahedi Remix) - 3:19 Royaume-Uni Single Digital (disponible le 14 mars 2010) - 1. "Hot" (Radio Edit) - 2:32 - 2. "Hot" (Play & Win Radio Edit) - 3:39 - 3. "Hot" (Play & Win Radio Club Mix) - 5:00 - 4. "Hot" (Cahill Radio Edit) - 3:01 - 5. "Hot" (Riffs & Rays Radio Edit) - 2:59 - 6. "Hot" (The Real Booty Babes Radio Edit) - 2:50 - 7. "Hot" (Hamid Zahedi Remix) - 3:19 Allemagne CD Single (disponible le 27 novembre 2009) - 1. "Hot" (Play & Win Radio Edit) - 3:41 - 2. "Hot" (Malibu Breeze Radio Edit) - 3:45 - 3. "Hot" (Hamid Zahedi Remix) - 3:19 Allemagne CD Maxi-Single (disponible le 27 novembre 2009) - 1. "Hot" (Play & Win Radio Version) - 3:39 - 2. "Hot" (Malibu Breeze Radio Edit) - 3:43 - 3. "Hot" (Play & Win Club Version) - 5:03 - 4. "Hot" (Malibu Breeze Remix) - 6:52 - 5. "Hot" (US Radio Version) - 3:45 - 6. "Hot" (Hamid Zahedi Remix) - 3:19 | Roumanie Digital Single (disponible le 27 novembre 2009) - 1. "Hot" (Play & Win Radio Version) - 3:39 - 2. "Hot" (Malibu Breeze Radio Edit) - 3:43 - 3. "Hot" (Play & Win Club Version) - 5:03 - 4. "Hot" (Malibu Breeze Remix) - 6:52 - 5. "Hot" (US Radio Version) - 3:45 - 6. "Hot" (Video) - 3:41 - 7. "Hot" (Hamid Zahedi Remix) - 3:19 Italie CD Maxi-Single (disponible en 2009) - 1. "Hot" (Play & Win Radio Edit) - 3:39 - 2. "Hot" (AJ's Radio Edit) - 3:05 - 3. "Hot" (US Radio Version) - 3:43 - 4. "Hot" (Malibu Breeze Radio Edit) - 3:45 - 5. "Hot" (Play & Win Club Version) - 5:03 - 6. "Hot" (Malibu Breeze Remix) - 6:54 - 7. "Hot" (Hamid Zahedi Remix) - 3:19 France CD Maxi-Single (disponible le 1er février 2010) - 1. "Hot" (French Edit) - 2:51 - 2. "Hot" (Play & Win Radio Edit) - 3:39 - 3. "Hot" (Play & Win Radio Club Mix) - 5:00 - 4. "Hot" (Malibu Breeze Remix) - 6:54 - 5. "Hot" (Jerox's Walk In The Dusk Edit) - 4:21 - 6. "Hot" (Hamid Zahedi Remix) - 3:19 France French CD Promo (disponible le 3 mai 2010) - 1. "Hot" (RLS Long Mix) - 6:31 - 2. "Hot" (RLS Edit Mix) - 3:33 - 3. "Hot" (Aleko & Steamweaver Club Mix) - 7:35 - 4. "Hot" (Aleko & Steamweaver Radio Edit #1) - 3:43 - 5. "Hot" (Aleko & Steamweaver Radio Edit #2) - 4:15 - 6. "Hot" (US Radio Version) - 3:05 - 7. "Hot" (Hamid Zahedi Remix) - 3:19 |  |